# Jüngere Dryaszeit
| Serie/ (Glazial)                    | Klimastufen            | Zeitraum v. Chr.  |
| ----------------------------------- | ---------------------- | ----------------- |
| Holozän                             | Präboreal              | 9.610–8.690       |
| Pleistozän (Weichsel- -Spätglazial) | Jüngere Dryaszeit      | 10.730–9.700 ± 99 |
| Pleistozän (Weichsel- -Spätglazial) | Alleröd-Interstadial   | 11.400–10.730     |
| Pleistozän (Weichsel- -Spätglazial) | Ältere Dryaszeit       | 11.590–11.400     |
| Pleistozän (Weichsel- -Spätglazial) | Bölling-Interstadial   | 11.720–11.590     |
| Pleistozän (Weichsel- -Spätglazial) | Älteste Dryaszeit      | 11.850–11.720     |
| Pleistozän (Weichsel- -Spätglazial) | Meiendorf-Interstadial | 12.500–11.850     |
| (Weichsel- -Hochglazial)            | Mecklenburg-Phase      |                   |

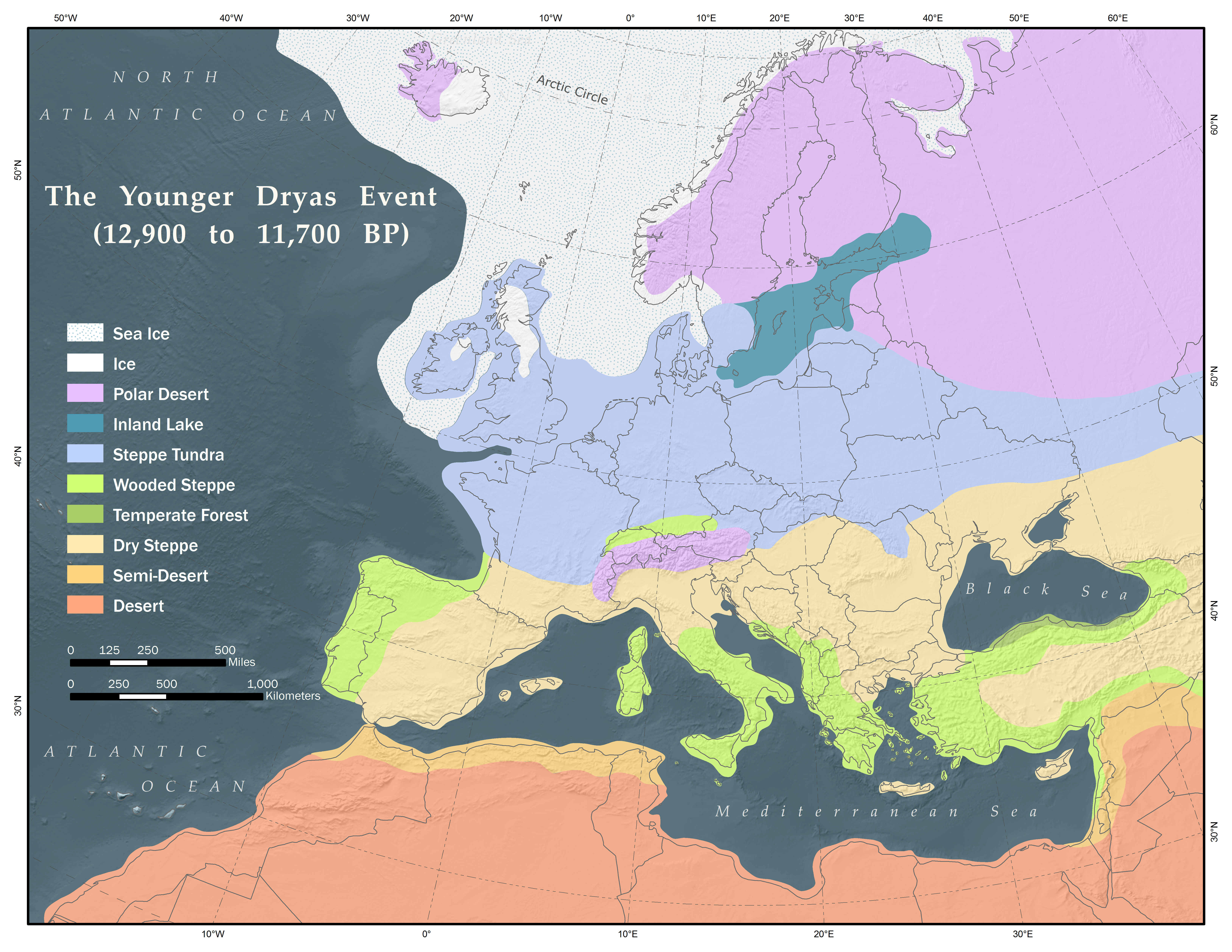
Vegetationskarte der Jüngeren Dryaszeit in Europa; jedoch bestand möglicherweise im Karpatenbecken ein waldreiches Biotop fort, abweichend von der Kartendarstellung

Die Jüngere Dryaszeit, auch nur Jüngere Dryas, Jüngere Tundrazeit, Jüngere Tundrenzeit oder Dryas 3 (im Englischen als Younger Dryas oder YD bezeichnet) war in der Erdgeschichte ein ca. 1000 Jahre andauernder scharfer Kälterückfall (Stadial) nach erstmaliger Erwärmung (dem Bölling-Alleröd) am Ende der Weichsel-Kaltzeit. Verschiedene Klimaanzeiger ergeben für die Jüngere Dryaszeit etwa einen Zeitraum von ca. 10.700–9.700 v. Chr. Sie kann mit dem antarktischen Kälterückfall parallelisiert werden.
Auf die Jüngere Dryaszeit folgte das Präboreal des Holozäns. Die Jüngere Dryas ist somit der letzte Zeitabschnitt der letzten Kaltzeit.

## Namensgebung und Begriffsgeschichte

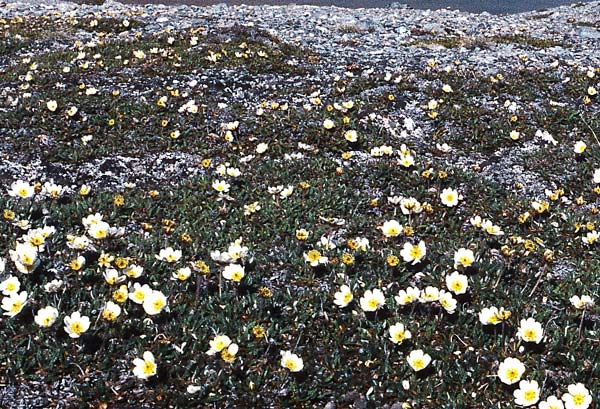
Die Weiße Silberwurz, hier auf Spitzbergen, ist heute nur noch auf arktisch-alpinen Standorten zu finden

Der Begriff Jüngere Dryaszeit wurde von Knud Jessen im Jahr 1935 geprägt. Der Name Dryas ist der botanische Gattungsname der Weißen Silberwurz (Dryas octopetala), die während dieser Zeit in ganz Deutschland und Skandinavien verbreitet war.

## Definition, Korrelation
Die Jüngere Dryaszeit (Dr3) im eigentlichen Sinne ist definiert durch ökologische Veränderungen wie der Rückkehr zu periglazialer Vegetation. Auslöser hierfür war ein Kälterückfall, in grönländischen Eisbohrkernen (GRIP, NGRIP) dem Grönland-Stadial 1 (GS-1) entsprechend. Inwieweit Auslöser und ökologische Wirkung gleichzeitig oder mit einer Verzögerung stattfanden, wird in der Fachwelt noch diskutiert und war wahrscheinlich von der geographischen Lage abhängig.
Eine Typuslokalität für die Jüngere Dryaszeit wurde nicht definiert. Kriterien wurden jedoch von Johannes Iversen anhand des Profils Bølling Sø (Jütland, Dänemark) beschrieben. In Irland ist dieser Zeitabschnitt als Nahanagan Stadial bekannt, in Großbritannien als Loch Lomond Readvance oder auch als Loch Lomond Stadial.

## Nachweis
Die Jüngere Dryaszeit wurde in erster Linie auf der Nordhalbkugel in einer Vielzahl von Klimaarchiven und mit verschiedenen Klimazeigern (Proxies) nachgewiesen:
Sauerstoffisotope in Eisbohrkernen und Stalagmiten zeigten den Kälterückfall. Anhand von Wasserstoffisotopen aus Pflanzenmaterial konnten dagegen hydrologische Bedingungen rekonstruiert werden. Die Auswirkungen auf die Vegetation wurde zum Beispiel durch Analyse von Pollen und Biomarkern in Sedimenten untersucht. Sedimentologische Parameter und Elementaranalysen ließen Rückschlüsse auf die Umweltbedingungen zu.

## Datierung
Nach Warvenjahren im Meerfelder Maar dauerte sie von 12.680 Warvenjahren v. h. und endete vor 11.590 Warvenjahren v. h. Nach den Warven des Vansees in der Türkei endete die Jüngere Dryaszeit 10.920 ± 132 Jahre vor heute. Die seit dem Beginn des Holozäns (und damit seit dem Ende der Jüngeren Dryaszeit) verstrichene Zeit wird nach der Definition des Holozän-GSSP von der ICS mit 11.700 ± 99 Kalenderjahren angegeben. Daraus ergibt sich umgerechnet für die Jüngere Dryaszeit ein Zeitraum von 10.730 bis 9640 v. Chr. (Warvenjahre) bzw. 9700 ± 99 v. Chr. für das Ende der Jüngeren Dryaszeit nach der Definition durch die ICS.
Mittels der Dendrochronologie wurde das Ende auf 11.570 BP bestimmt, was 9620 v. Chr. bedeutet. Das Geozentrum in Hannover gibt als Dauer den Zeitraum 12.700 bis 11.560 cal. v. h. an, also 10.750 bis 9610 v. Chr. In den grönländischen Eisbohrkernen wurde der Beginn des Holozäns (und damit das Ende der Jüngeren Dryaszeit) mit 11.700 ± 99 Jahre b2k definiert (also 9700 v. Chr.). Dies bedeutet, dass nur noch sehr geringe Differenzen zwischen den verschiedenen Methoden der absoluten Altersbestimmung bestehen.
Ein bedeutender Vulkanausbruch auf Island hinterließ im nordeuropäischen Raum (Schweden, Schottland) die Vedde-Asche – ein sehr wichtiger stratigraphischer Leithorizont in der Jüngeren Dryas, der auf 12.121 ± 114 Jahre BP bzw. 10.171 ± 114 v. Chr. datiert wird. Die Ascheschichten Askja-S (9.278 ± 226 v. Chr.) und Hässeldalen (9.430 ± 216 v. Chr.) nach der Kälteperiode, dienen als weitere wichtige Leithorizonte. Selbiges gilt für Aschelagen, welche kurz vor Beginn der Jüngeren Dryas (11.056 ± 9 v. Chr.) beim Ausbruch des Laacher Sees in Mitteleuropa verteilt wurden.

## Auswirkungen

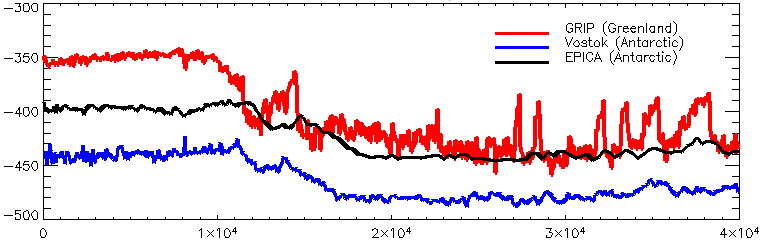
Drei Rekonstruktionen vergangener Temperaturen. Die rote Grip-Sequenz der Nordhalbkugel zeigt mit einer Gruppe von deutlichen Ausschlägen das Dryas-Ereignis (Jüngere und Ältere Dryas) vor ca. 13.000 Jahren (1,3 × 10^{4}). In den Kurven der Südhalbkugel (Wostok, EPICA aus der Antarktis) zeigt sich fast gleichzeitig ein Absinken des Isotopenverhältnisses.

Die Episode begann mit einer raschen Abkühlung innerhalb eines Jahrhunderts, die in den höheren Breiten der nördlichen Erdhalbkugel zu neuerlichen Vergletscherungen führten, ähnlich denen der Älteren Dryaszeit ca. 1000 Jahre früher. In Mitteleuropa erreichte die Abkühlung bis 10.600 v. Chr. möglicherweise Jahresmitteltemperaturen um −3 bis −4 °C. In der Wiedererwärmungsphase vor 9600 v. Chr. dürften dann Werte um zirka + 4 °C erreicht worden sein.
Kernbohrungen im grönländischen Eis (GRIP) und Isotopenuntersuchungen von Argon und Stickstoff haben gezeigt, dass die Temperaturen dort in der Jüngeren Dryas um ca. 15 K tiefer lagen als heute. Für Großbritannien wurden Durchschnittstemperaturen von etwa −5 °C festgestellt. Die δ18O-Werte, ebenfalls gewonnen aus dem grönländischen Eis (gemäß Dansgaard 1980), zeigen analog zur Temperaturentwicklung mit Einsetzen der Jüngeren Dryas bis zirka 10.000 v. Chr. einen drastischen Rückgang um 5 ‰ (von −33 ‰ auf −38 ‰). Anschließend steigen sie analog zu den Temperaturen bis zu Beginn des Holozäns erneut auf −32 ‰ an.
−
Vergletscherungen in höheren Regionen und periglaziale Ablagerungen (Löss- und Solifluktionssedimente) in der Ebene waren die Folge des drastischen Temperaturrückganges. Selbst diskontinuierliche Permafrostbedingungen stellten sich erneut ein.
In Skandinavien kam es zum Verschwinden der Nadelwälder und zur Ausbreitung der Tundra, dem Lebensraum der namensgebenden Weißen Silberwurz (Dryas octopetala). In den Gebirgsregionen der gesamten Erde erhöhte sich die Schneeakkumulation und die Waldgrenze sank ab. Aus den Wüstengebieten Asiens wurde mehr Staub in die Atmosphäre eingetragen. In der Levante breitete sich Dürre aus; dies veranlasste womöglich die Natufische Kultur zur Entwicklung des Ackerbaus.
Die mit der jüngeren Dryaszeit fast gleichzeitige Huelmo-Mascardi-Kälteperiode auf der südlichen Hemisphäre nahm einen weniger dramatischen Verlauf als die Jüngere Dryaszeit auf der Nordhalbkugel. Möglicherweise handelt es sich nicht um eine globale Abkühlung, sondern die Folge einer Entwicklung, die primär die Nordhalbkugel (und hier vor allem den Nordatlantik) betraf.
Im westlichen Nordamerika waren die Auswirkungen des Temperaturrückganges während der Jüngeren Dryas weniger deutlich. Jedoch belegen erneute Gletschervorstöße im pazifischen Nordwesten auch hier einen Abkühlungstrend.

## Vegetationsgeschichtliche Entwicklung

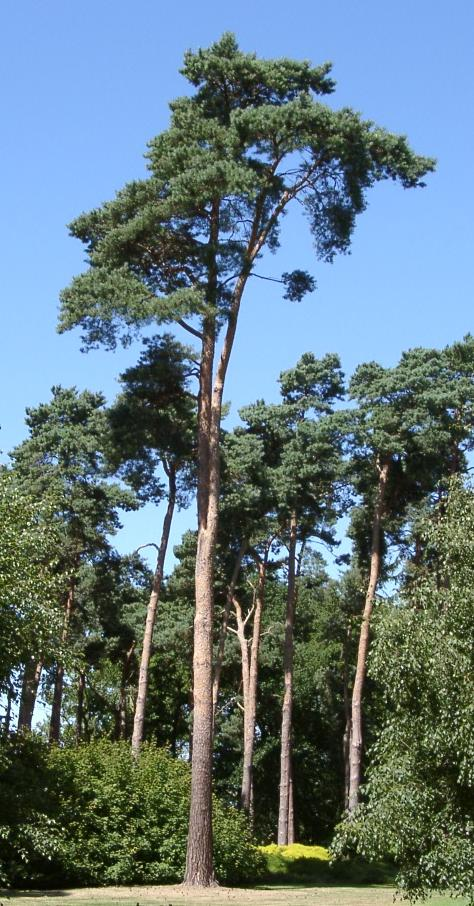
Waldkiefer
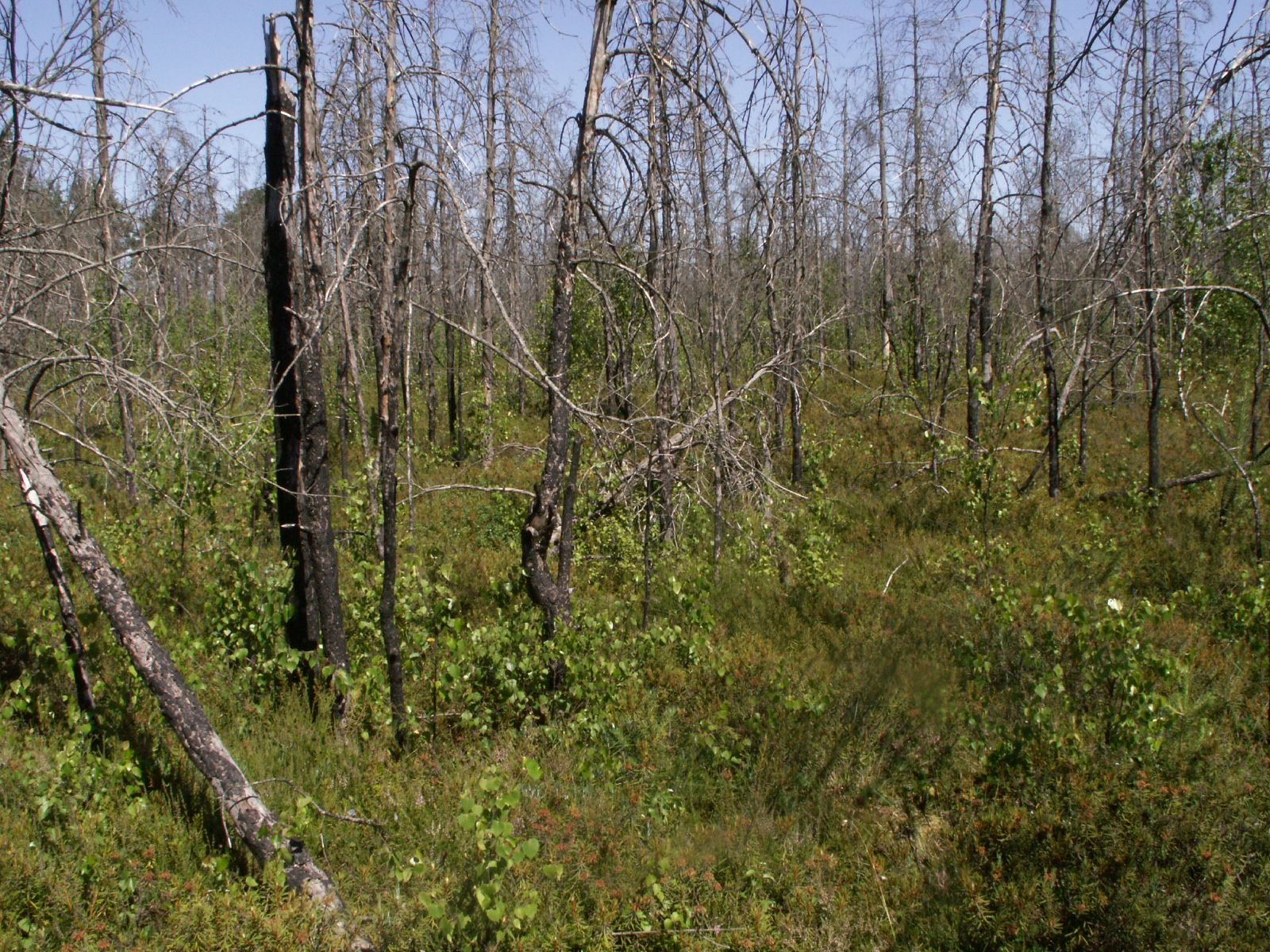
Moorbirken im Kiefernbruchwald
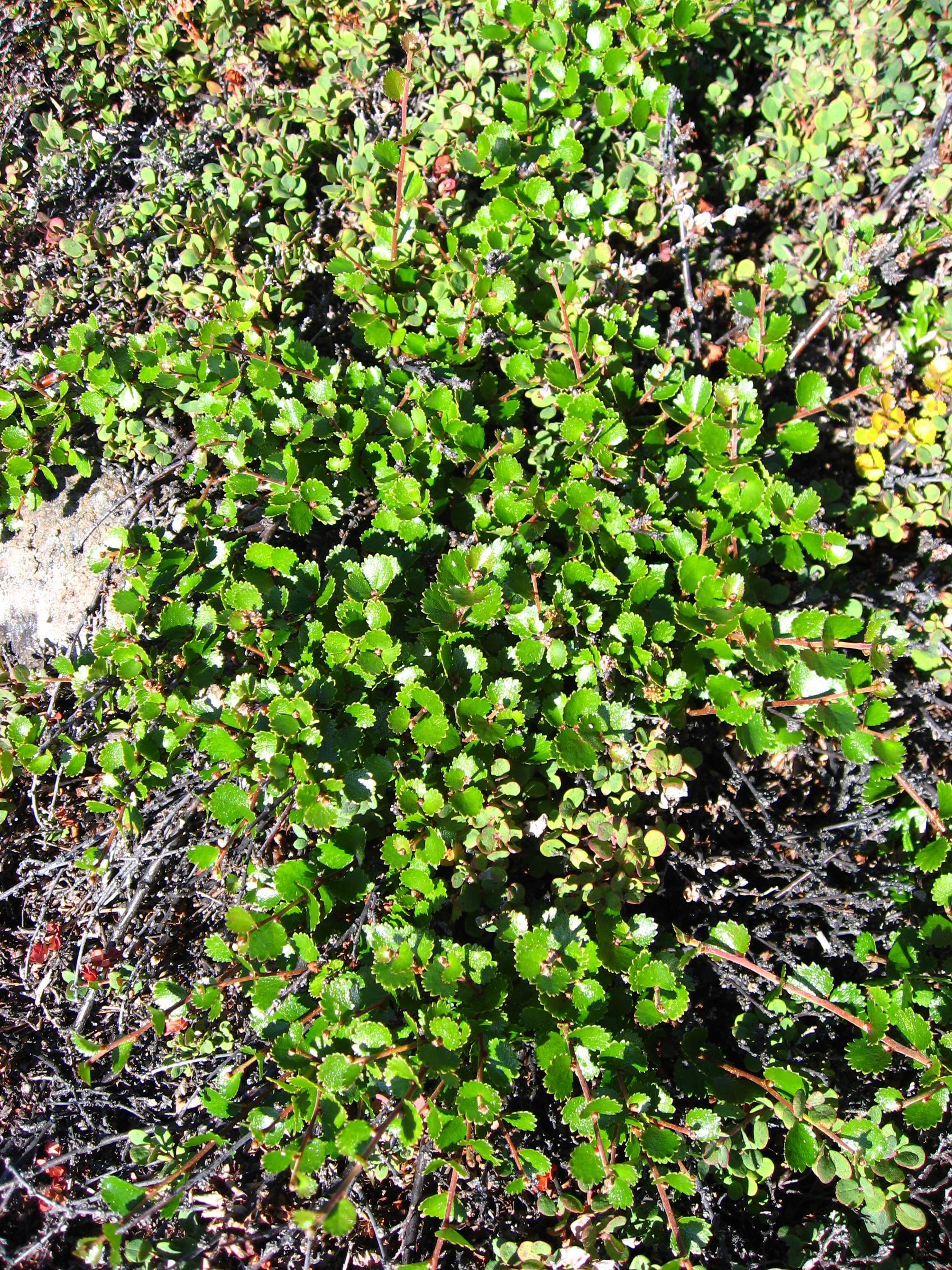
Zwerg-Birke

Die Untergrenze der Jüngeren Dryas ist von einem deutlichen Anstieg der Nicht-Baumpollen und relativ hohen Anteilen an Sonnenpflanzen (Heliophyten) gekennzeichnet. Die Pollen zeigen damit eine deutliche Abkühlungsphase nach dem Alleröd-Interstadial an. Durch die geringe Pflanzenbedeckung erfolgte in Seen eine stärkere klastische Sedimentation. Der Klimarückschlag hatte generell zu einer deutlichen Absenkung der Waldgrenze sowie zu einer Wiederausbreitung von Strauch- und Rasengesellschaften geführt (Strauchtundra mit Zwergbirke (Betula nana), Zwergweide und heliophilen Kräutern). Mit dem Einsetzen der Klimaverschlechterung wurden die allerödzeitlichen Kiefernwälder aufgelichtet und auch der Bestand an Baumbirken wurde reduziert. In Deutschland und auch in Schweden zeichnete sich die Vegetation dann im weiteren Verlauf der Jüngeren Dryas durch einen allmählichen Anstieg der Moor-Birke (Betula pubescens) gefolgt von dem der Waldkiefer (Pinus sylvestris) aus, wohingegen Gräser und Kräuter letztendlich deutlich zurückgingen (nach Behre 2004). Erneut verbreiteten sich Zwerg-Birke (Betula nana), Wacholder (Juniperus), Weide (Salix), Pappeln (Populus), Artemisia, Sonnenröschen (Helianthemum), Wiesenrauten (Thalictrum) und Ampfer (Rumex). Auflichtungen mit instabilen Böden wurden von Wacholder, Artemisia, Helianthemum und Meerträubel (Ephedra) besiedelt, in Auenlagen gediehen Gänsefußgewächse (Chenopodiaceae), Ampfer und Labkräuter (Galium). Auf Feuchtstandorten fanden sich Sauergrasgewächse (Cyperaceae), Schachtelhalme, Hahnenfußgewächse (Ranunculaceae), Kreuzblütler (Cruciferae), Doldenblütler (Umbelliferae), Mädesüß (Filipendula) und Wiesenrauten.

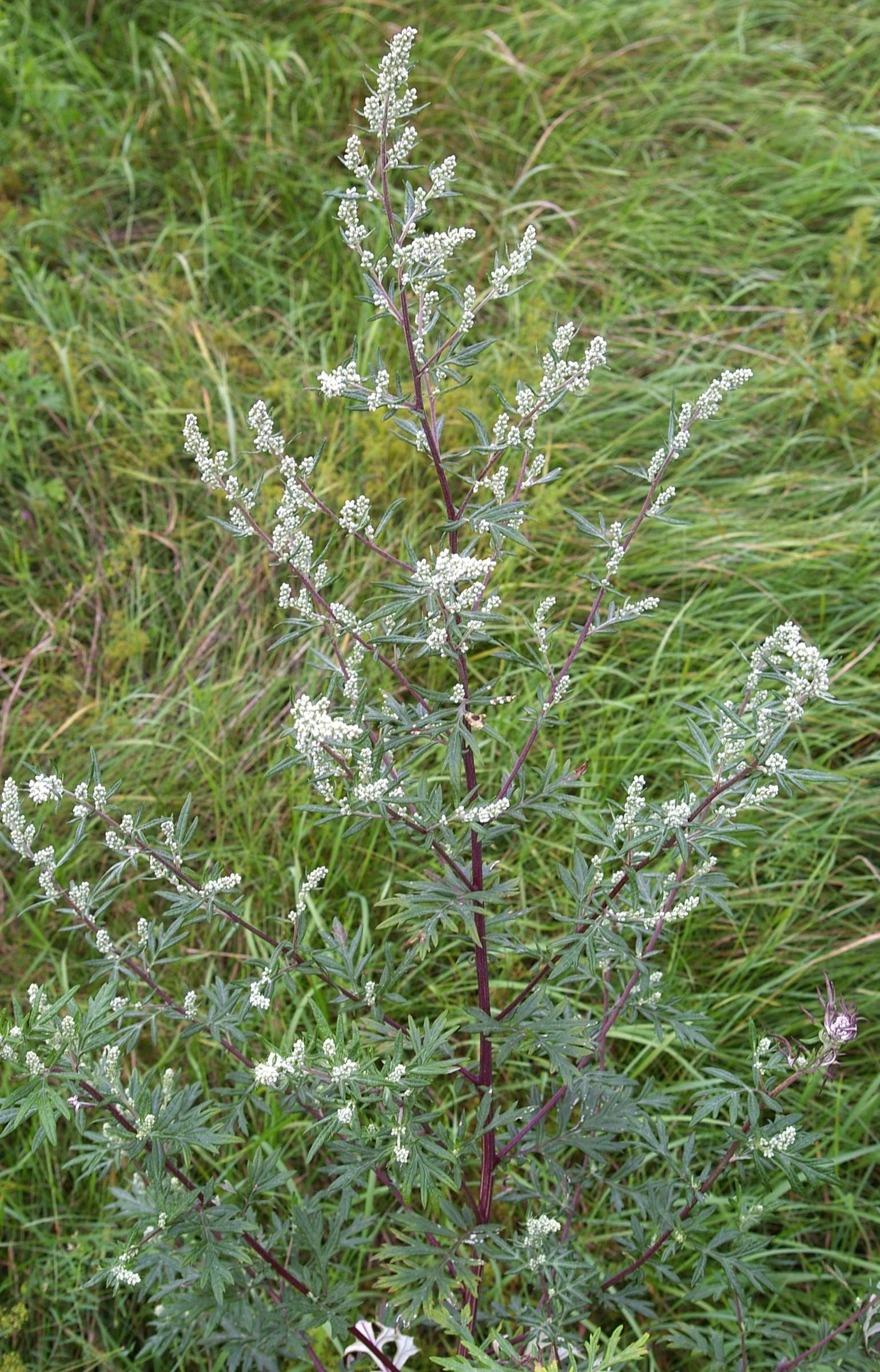
Gewöhnlicher Beifuß
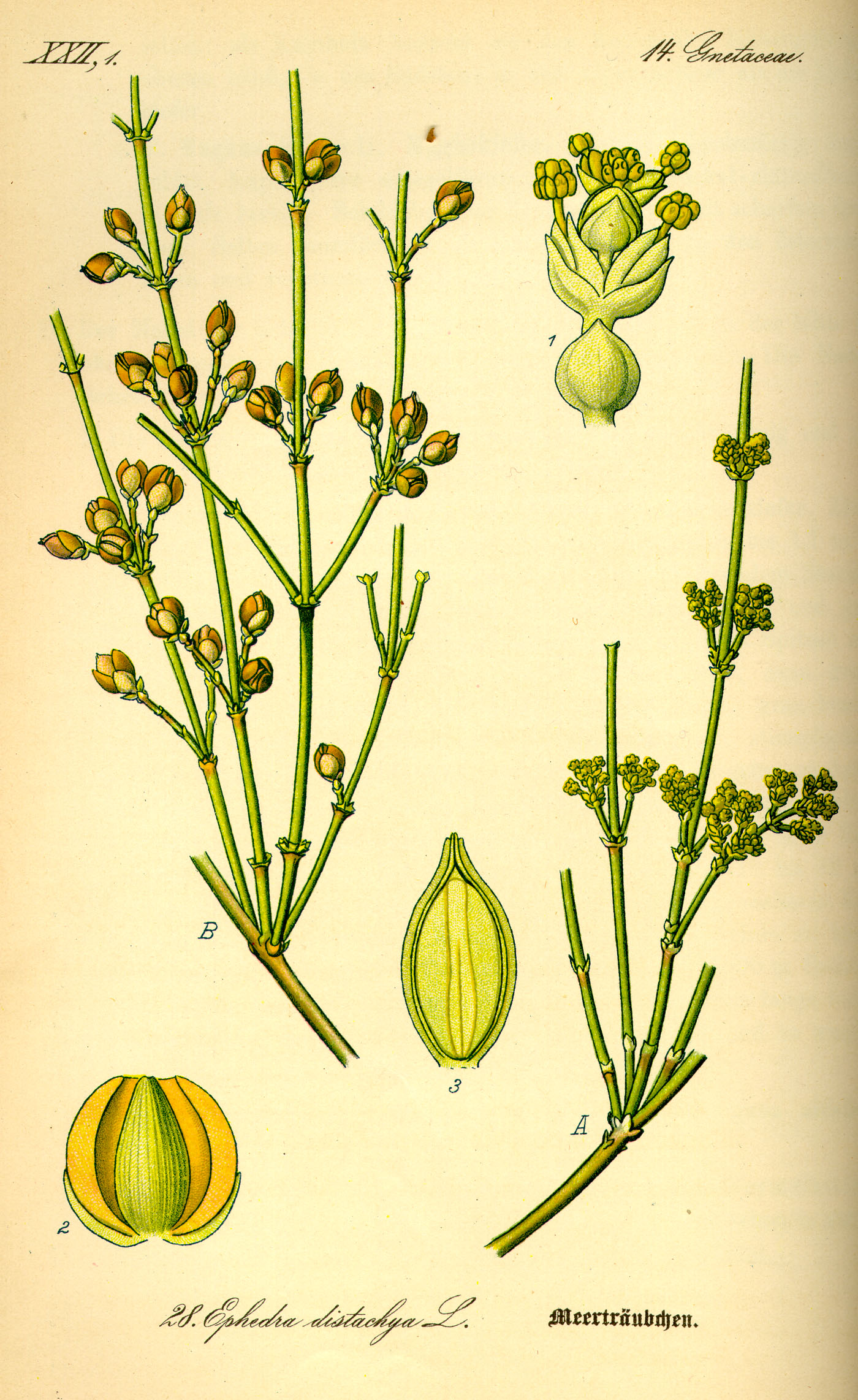
Ephedra distachya
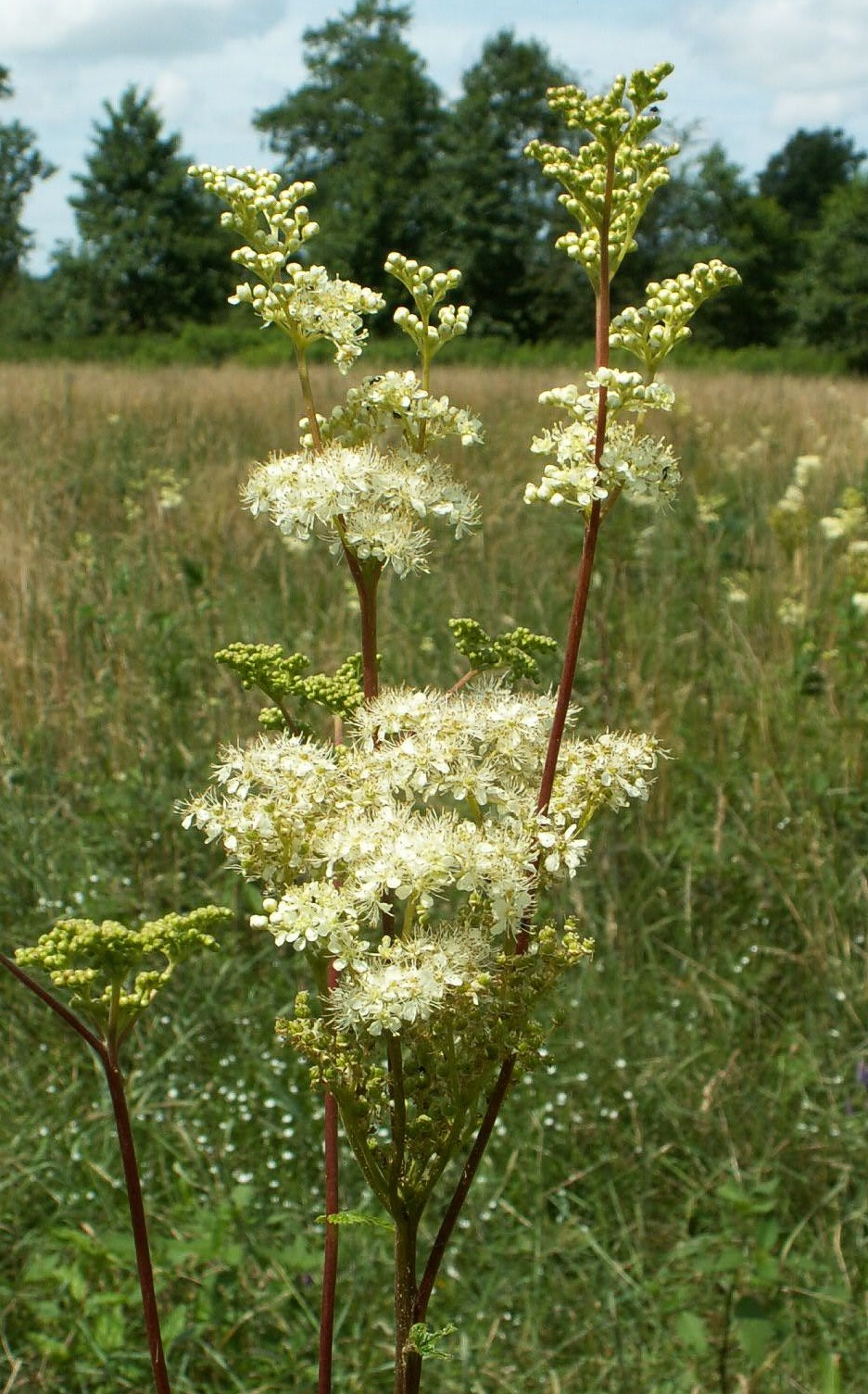
Echtes Mädesüß
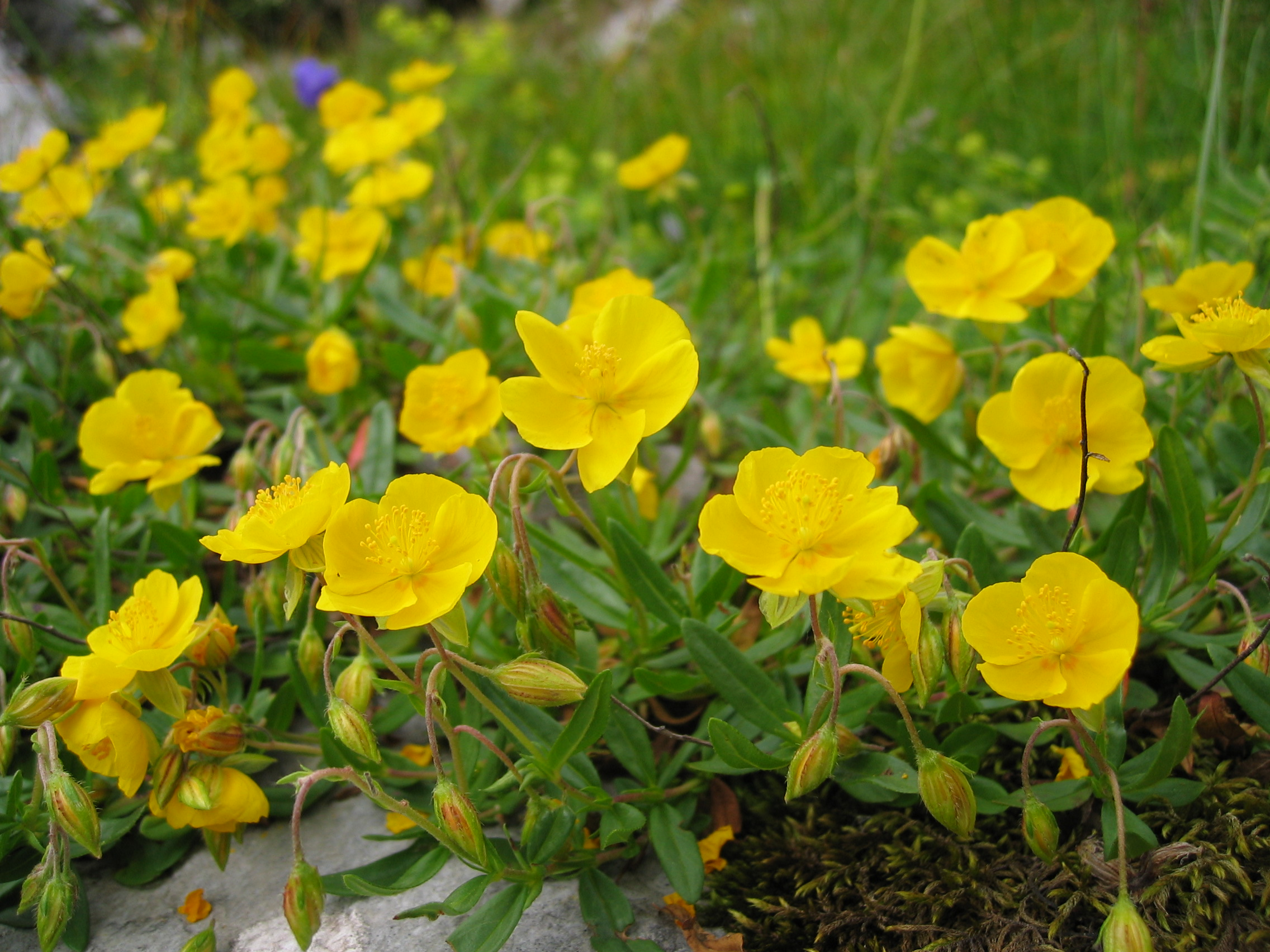
Großblütiges Sonnenröschen
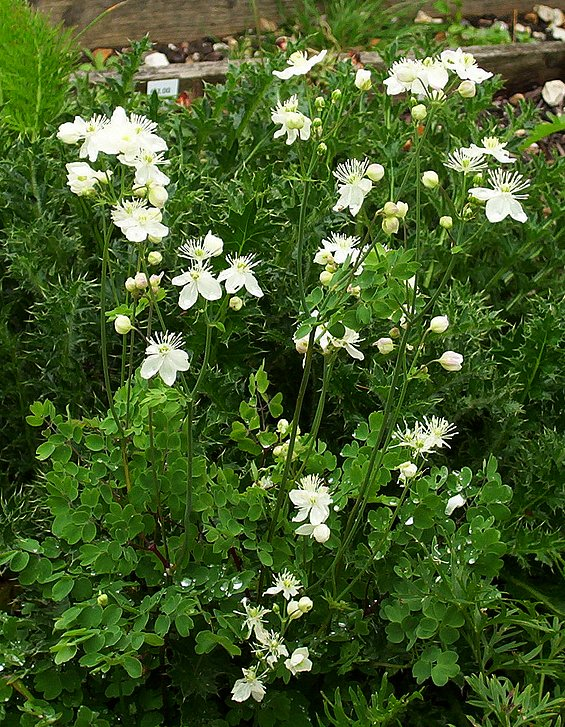
Thalictrum tuberosum
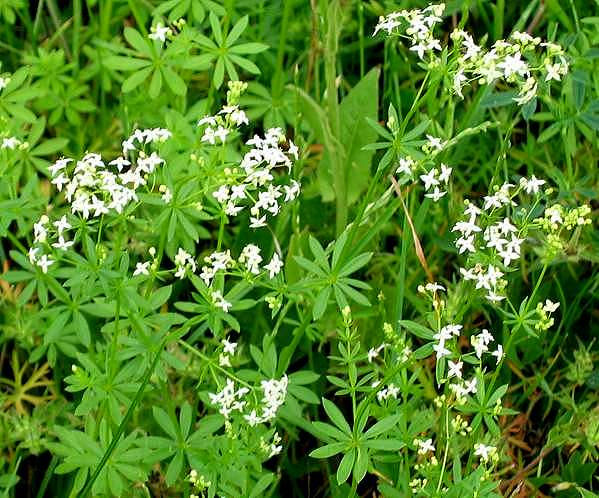
Galium album

## Kulturgeschichte
Während der Jüngeren Dryas entfaltete sich in der Levante das Natufien, im nordwestlichen Mitteleuropa die Ahrensburger Kultur, in England und in Wales das Creswellien (12000 bis 8000 v. Chr.). Die vorwiegend allerödzeitliche Bromme-Kultur (11400 bis 10500 v. Chr.) im südlichen Skandinavien und in Norddeutschland reicht auch noch in die Jüngere Dryas hinein.

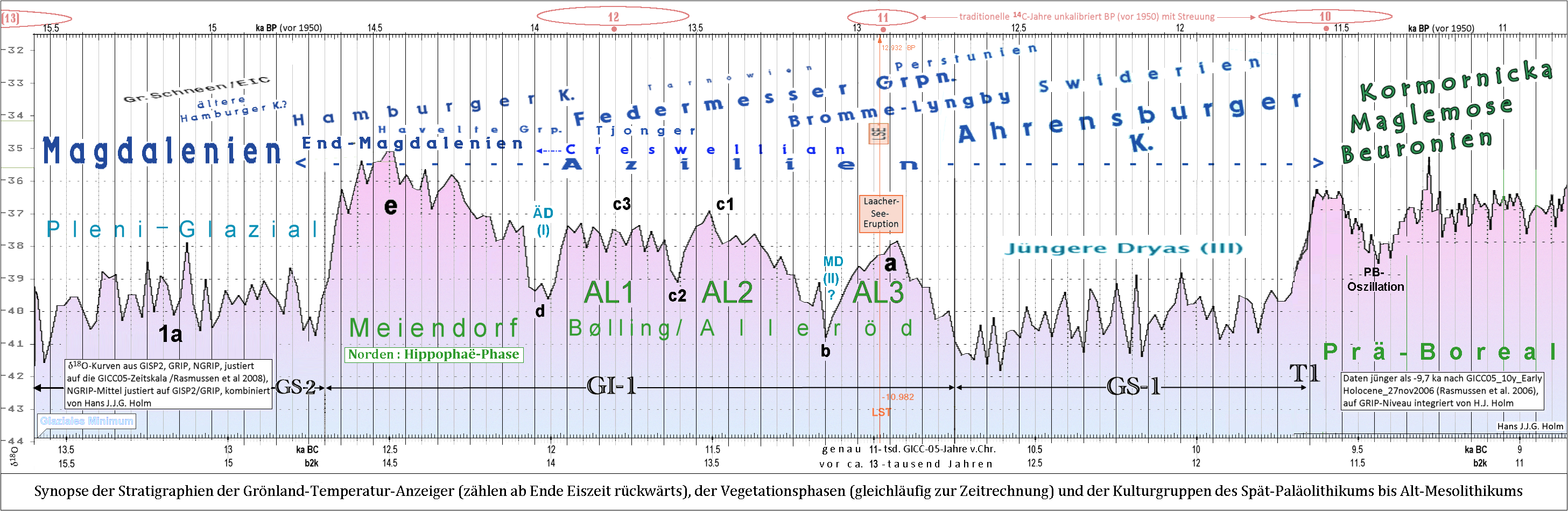
Endglazial – Eiskerndaten mit Kulturen

## Ursachen

### Abschmelzen der Eisschilde
Als Ursache der raschen Abkühlung während der Jüngeren Dryas wird eine Störung oder Unterbrechung des thermohalinen Kreislaufs im Nordatlantik, also des Nordatlantikstroms (die Verlängerung des Golfstroms in Richtung Grönland und Irland), durch rasch abschmelzende Gletscher in der vorangegangenen Wärmeperiode angenommen. Möglicherweise war das Hudson Bay-Ereignis der auslösende Faktor: Hinter dem Eisriegel im Bereich der Hudson Bay hatte sich im Agassizsee sehr viel Schmelzwasser angesammelt. Nach Süden hin konnte es nicht abfließen, da hier das Land ansteigt. Als die Eisbarriere brach, ergossen sich auf einen Schlag ungeheure Süßwassermengen in den Nordatlantik und stoppten den thermohalinen Zyklus. Der den antarktischen Kälterückfall auslösende Schmelzwasserpuls 1A könnte somit auch Auslöser für die jüngere Dryaszeit gewesen sein.
Erst die neuerliche Abkühlung stoppte die Süßwasserzufuhr durch das schmelzende Eis und der gewohnte Kreislauf kam wieder in Gang. Diese Theorie erklärt jedoch nicht, warum die Abkühlungsperiode auf der Südhalbkugel früher begann. Die genauen Ursachen einer so raschen Abkühlung und des ebenso abrupten Endes dieser paläoklimatisch interessanten Zeitspanne zu erforschen, ist daher nach wie vor eine Herausforderung für die Wissenschaft.
Einige Wissenschaftler, wie Broecker (2002) und Bond und Lotti (1995), betrachten den Abkühlungstrend der Jüngeren Dryas als ein Heinrich-Ereignis, das als H0 bezeichnet wird.

### Einschlagshypothese
Im Mai 2007 wurden auf einer Tagung der American Geophysical Union von einer Forschergruppe um Richard Firestone vom Lawrence Berkeley National Laboratory zahlreiche Indizien für die Explosion eines Meteoriten geringer Dichte über Kanada als Ursache für den plötzlichen Wechsel vorgelegt. Demnach soll das Ereignis gegen 10950 v. Chr. kurz vor Beginn der Jüngeren Dryas stattgefunden haben, wobei der Himmelskörper beim Eintritt in die Atmosphäre in einzelne Stücke zerbrach und neben weitläufigen Waldbränden auch ein Artensterben und eine Destabilisierung des Eisschilds verursachte. Dafür sprechen in kohlenstoffreichen Sedimenten gefundene, ungewöhnlich zahlreiche Ablagerungen von außerirdischem Gestein, kleine Kohlenstoffkügelchen, die durch schnelle Abkühlung in der Luft entstehen, sowie das auf der Erde äußerst selten vorkommende Helium-3-Isotop. Auch optisch sehr auffällige Sedimentschichten mit diesen geochemischen Anomalien konnten in mittlerweile zwei Dutzend Kernbohrungen im gesamten Bereich Nordamerikas gefunden werden. Sie ähneln dabei entfernt der KT-Grenzschicht, sowohl in Schichtdicke, Aussehen und Farbe. Die offenbar kontinentweite Existenz dieser Schicht ist ein deutliches Indiz für eine so genannte Auswurfdecke eines größeren Meteoriten- oder Airburst-Ereignisses in dieser Region. Die chemische Zusammensetzung der irdischen Gesteinsbestandteile in dieser Schicht ähnelt stark derjenigen von Gesteinen im kanadischen Quebec. Demnach sollte sich der potentielle Einschlagsort dort befinden.
Unterstützung erhielt die Annahme eines Impakts durch Funde von Nanodiamanten sowie von Gold und Silber, deren Vorkommen an vielen Stellen in Nordamerika von verschiedenen Arbeitsgruppen nachgewiesen werden konnte. Die Existenz von Nanodiamanten in den entsprechenden Sedimenten wurde jedoch im Zuge weiterer Analysen bislang nicht bestätigt. Vermutlich wurden Graphen – Graphan Oxidaggregate als Nanodiamanten falsch interpretiert. Ein namhafter Kritiker der These ist der Impakt-Spezialist Mark Boslough.
Obwohl das Szenario eines Asteroiden- oder Kometeneinschlags in der Fachliteratur ein oft besprochenes und vielfach rezipiertes Thema ist, wurde es mangels überzeugender Belege von der Wissenschaft bisher mehrheitlich abgelehnt. Laut einer 2018 veröffentlichten Studie gibt es jedoch eine Reihe neuer Indizien, die auf einen Impakt hindeuten.
Zusätzliche Unterstützung erfuhr die Hypothese durch breit angelegte interdisziplinäre Forschungen in engeren Umkreis der südchilenischen Stadt Osorno. Die Verfasser des 2019 publizierten Papers fanden in dieser Gegend eine Vielzahl neuer Hinweise, die nach ihrer Ansicht ein Impaktereignis mit schwerwiegenden Folgen am Beginn der Jüngeren Dryaszeit nahelegen, darunter ein anomal hohes Auftreten von Wald- und Flächenbränden. Ein weiterer Hinweis auf eine extreme Hitzeentwicklung mit direkten Auswirkungen auf menschliche Gemeinschaften wurde in Form von Impaktgläsern an der archäologischen Grabungsstätte Tell Abu Hureyra in Nordsyrien entdeckt. Die im März 2020 veröffentlichte Studie nennt als mögliche Ursache einen fragmentierten Kometen mit hohem Zerstörungspotenzial, von dem ein Bruchstück in der Nähe der Siedlung detonierte.
Eine Steinstele von Göbekli Tepe in Anatolien wurde in einer Studie von Martin B. Sweatman und Dimitrios Tsikritsis als Darstellung des die jüngere Dryaszeit auslösenden Kometen gedeutet. Diese These ist umstritten.
Ein für die Impakthypothese sprechendes Indiz ist zudem die Entdeckung einer Platinanomalie in der südafrikanischen Provinz Limpopo, nördlich von Pretoria. Die durch Bohrungen in einer Torflagerstätte gewonnenen Proben wurden von einem Forschungsteam der Witwatersrand-Universität (Johannesburg) ausgewertet und konnten nach Angaben der Universität vom Oktober 2019 dem Beginn der Jüngeren Dryas zugeordnet werden. Der Nachweis eines signifikant erhöhten Auftretens von atmosphärischem Platinstaub ist der erste derartige Fund auf afrikanischem Boden und bestätigt ähnliche Analysen aus Patagonien und von mehr als 25 Fundorten auf der Nordhalbkugel.
Im August 2025 wurden die Ergebnisse einer Studie veröffentlicht, die weitere Indizien für die Dryas-Impakthypothese erstmals anhand von marinen Bohrkernen aus der Baffin Bay lieferten.

### Vulkanismus
Der vorhergehende schwefelreiche Ausbruch des Laacher Sees wurde ebenfalls als Auslöser des Kälterückfalls diskutiert. Den aktuellsten Datierungen zufolge fand dieser Ausbruch allerdings bereits 11.056 ± 9 v. Chr. statt, also deutlich vor dem Beginn der Jüngeren Dryas, was einen direkten Zusammenhang ausschließen würde.